# Cinkarna Celje
Cinkarna Celje je kemično-predelovalno podjetje s sedežem v Celju, specializirano za proizvodnjo titanovega dioksida, žveplove kisline in drugih kemikalij. S približno 750 zaposlenimi je eno največjih zaposlovalcev na Celjskem.
Podjetje je bilo ustanovljeno leta 1873 kot tovarna cinka, kasneje pa se je iz metalurgije preusmerilo v kemično-predelovalno industrijo. V drugi polovici 20. stoletja je postalo največje slovensko podjetje v tej panogi. Danes je specializirano za proizvodnjo titanovega dioksida, žveplove kisline, izdelkov za gradbeništvo in tiskarstvo idr. Podjetje v zadnjih letih posluje pozitivno, večino svojih produktov izvozi v države Evropske unije.
Po drugi strani ima sloves največjega onesnaževalca na Celjskem, poleg dolgoletnega neposrednega obremenjevanja okolja s težkimi kovinami v proizvodnem procesu predstavljata okoljsko tveganje odlagališči sadre Za Travnik in Bukovžlak.
Konzorcij največjih lastnikov, med katerimi so Nova Ljubljanska banka, Sod, Modra zavarovalnica, NKBM, NFD, Banka Celje in KD Skladi, trenutno prodaja 72,88-odstotni delež v Cinkarni.